# Haus am Schottentor

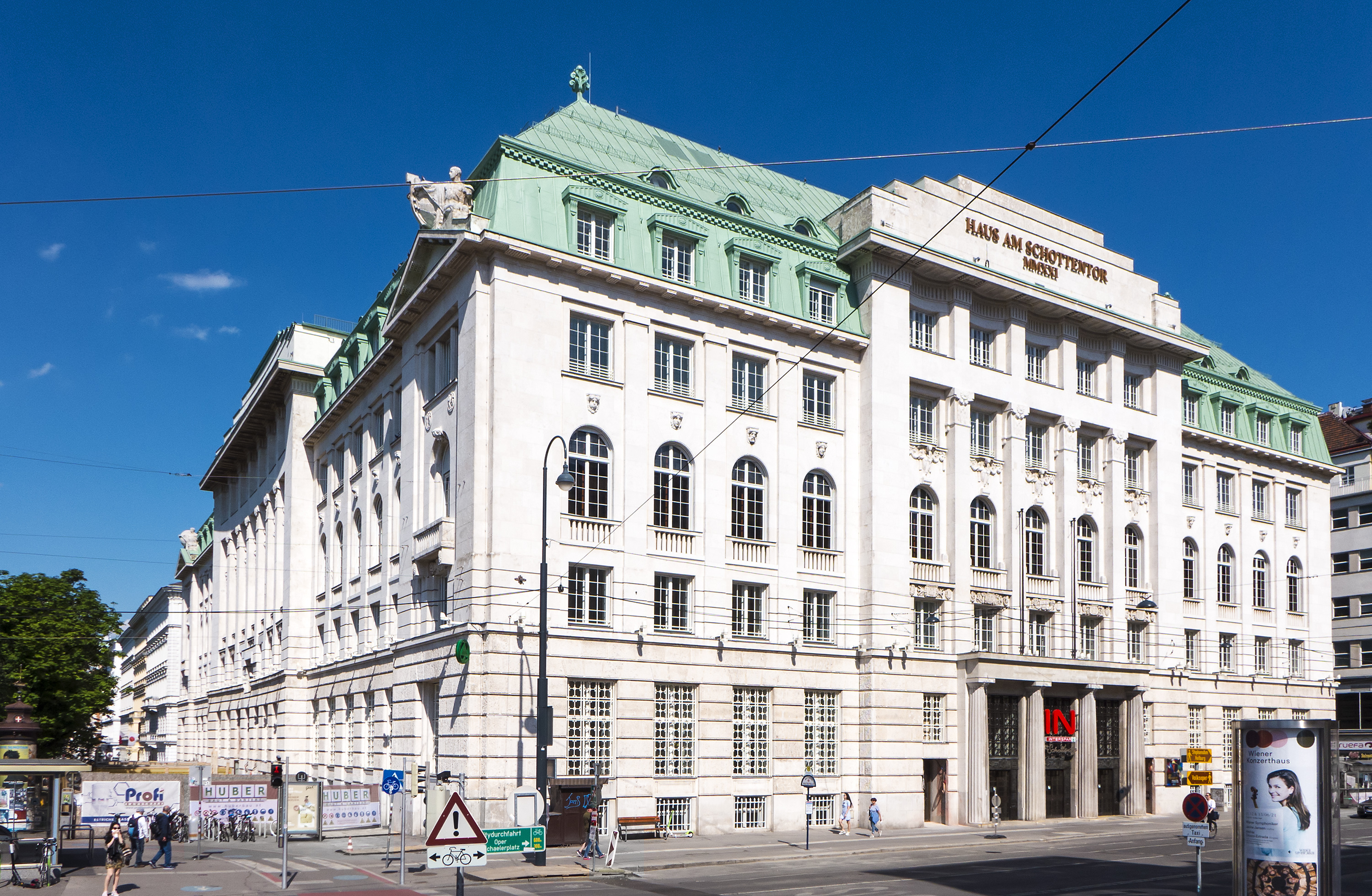
Haus am Schottentor, 1934 bis 2002 Creditanstalt; rechts: Schottengasse, links: Schottenring

Die ehemalige Zentrale der Bank Creditanstalt-Bankverein wird seit 2019 als    Haus am Schottentor publiziert. Das Gebäude an der Schottengasse 6–8 im 1. Wiener Gemeindebezirk steht unter Denkmalschutz. Der Bau kostete vor dem Ersten Weltkrieg 14 Millionen Kronen, nach heutigem Geldwert über 60 Millionen Euro.

## Geschichte

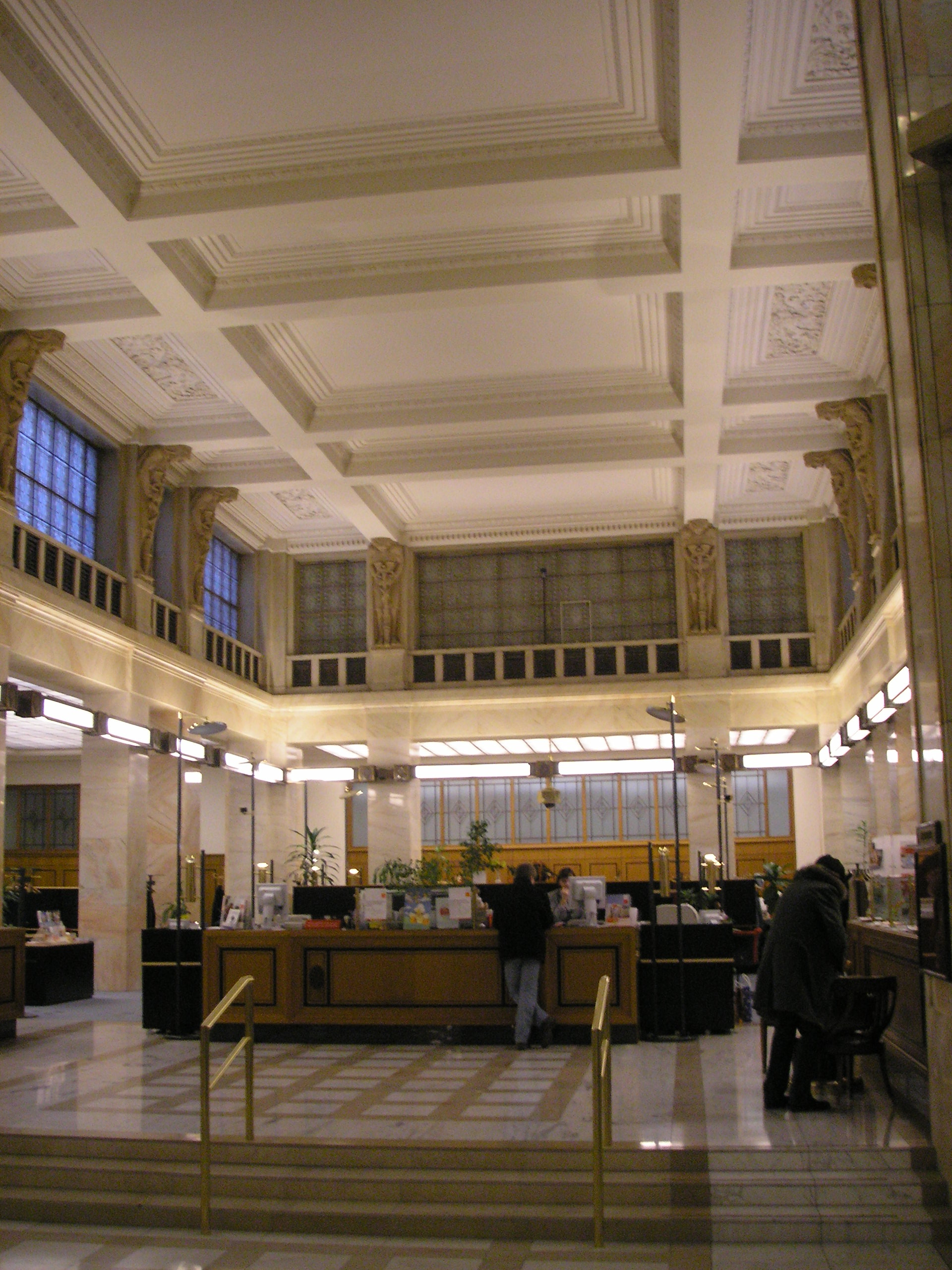
Blick in die Kassenhalle der Wiener Creditanstalt-Zentrale (2005)

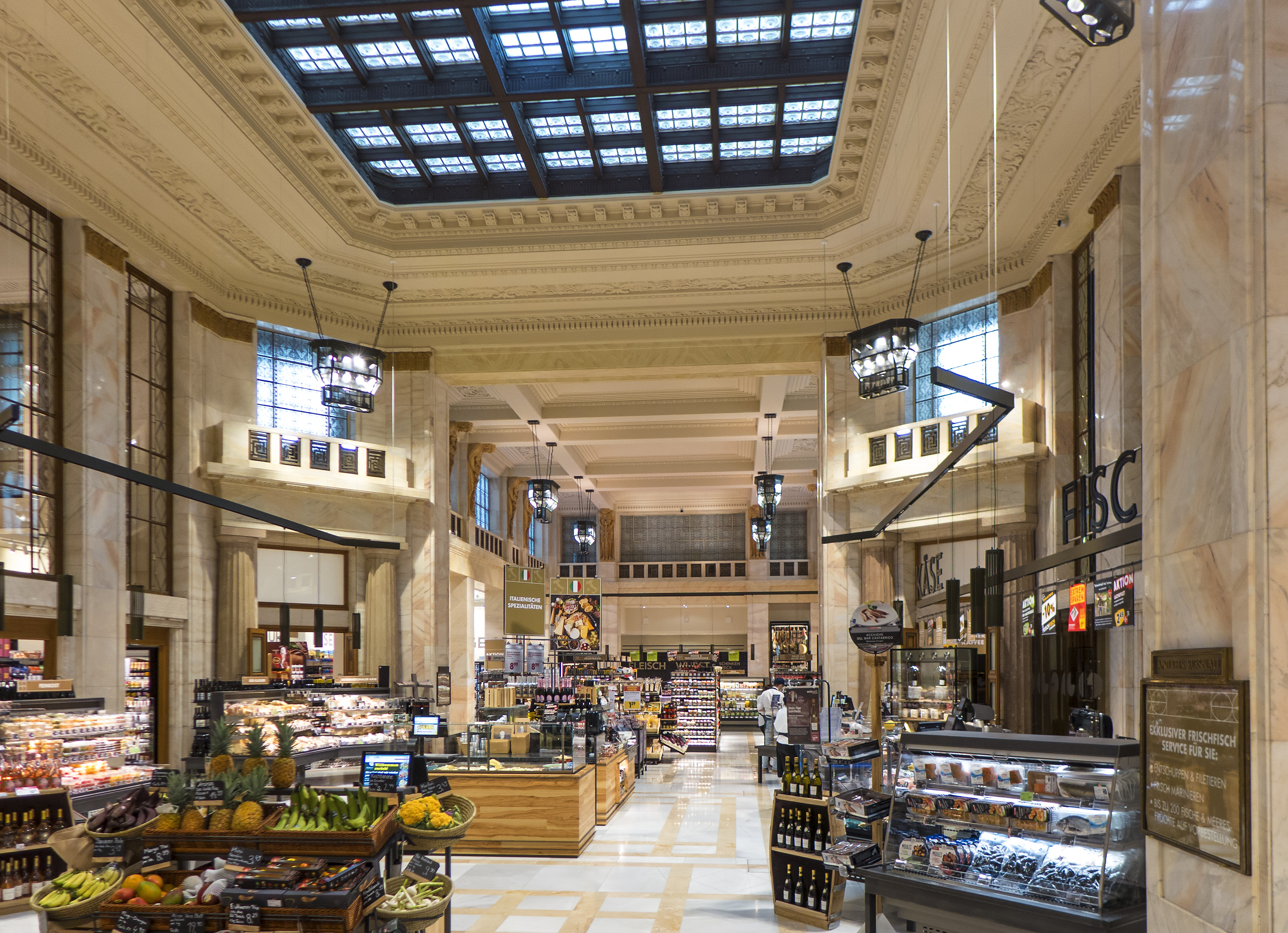
Kassensaal der ehemaligen Creditanstalt, jetzt Nobel-Supermarkt

Das Haus am Schottentor wurde 1909 bis 1912 als Hauptgebäude des Wiener Bankvereins nach einem Entwurf der Architekten Ernst Gotthilf und Alexander Neumann im Wiener Banken- und Börsenviertel errichtet. Dafür wurde ein anderer Ringstraßenbau abgerissen. Anschließend wurde es von 1934 bis 2002 als Zentrale der nunmehr fusionierten Bank Creditanstalt-Bankverein genutzt. 2002 ging es an die Bank Austria, deren Zentrale es bis 2017 war. In den Jahren vor den diversen Fusionen war das Haus in Wien jahrzehntelang allgemein als die CA bekannt. 2014 wurde das Gebäude an eine Beteiligungsgesellschaft der RPR Privatstiftung von Investor Ronny Pecik verkauft, seit 2015 ist es Alleineigentum der Koch-Familienstiftungen.

## Architektur
Kern des neoklassizistischen Gebäudes sind kreuzförmige Innentrakte und vier Innenhöfe mit Glasdecken. An den Fassaden zum Schottenring und zur Schottengasse befinden sich Mittelrisalite, an der Ringstraße Eckrisalite mit Dreiecksgiebeln. Darüber sind Figuren angebracht, jeweils zwei Jünglinge mit Schiffsbug bzw. Globus. 
Der Haupteingang befindet sich heute in der Schottengasse, nachdem der Eingang mit Stiegen auf der ringseitig gelegenen Front kurz nach dem Bau wieder abgerissen wurde, um die damalige Stiegensteuer zu sparen. So ist das heutige Hauptportal ein dorisches Säulenportal mit drei Achsen und Reliefs auf den Türflügeln. Zu sehen sind Kinder, Früchte und Blumen, außerdem die Namen der Städte, in denen die Bank Filialen hielt. Signiert sind die Türen von O. Csenasek. Auf der Höhe über dem ersten Obergeschoß sind Maskenreliefs auf allen Fassaden angebracht, über dem Portal befinden sich Reliefs mit sitzenden Atlanten.
Der Kassensaal als Zentrum der Bank hatte eine stuckierte Balkendecke, getragen von Atlanten auf Pfeilern, ornamentierte Fenster und holzverkleidete Schalter. Im Geschoß darüber befindet sich der zweistöckige Fest- und Sitzungssaal. In dessen Vorzimmer finden sich die Skulpturen Menschliche Kathedrale von Fritz Wotruba (1946), Springendes Pferd von Herbert Boeckl (1936) und die Bronzebüsten des Generaldirektors Josef Joham und des Handelsministers Eduard Heinl von Gustinus Ambrosi (um 1950) sowie zwei Gobelins. In allen Räumlichkeiten wurden hochwertige Materialien wie Marmor, Metall, Edelhölzer und Leder verwendet. 
Das Gebäude war bei seiner Erbauung eines der modernsten Bauwerke Wiens. Es hat ein Heizsystem mit versteckten Radiatoren mit Warmwasserdurchspülung, die optisch als Kamin verkleidet wurden.

## Neue Nutzung
Nach dem 2017 erfolgten Auszug der Bank Austria aus ihrer ehemaligen Zentrale wurde der Projektentwickler PEMA Holding von den Eigentümern mit der Entwicklung eines neuen Nutzungskonzeptes für das Haus am Schottentor beauftragt. Architekt der Renovierung war Heinz Neumann, die Fertigstellung war bis 2020 vorgesehen. Eingerichtet wurden ein SPAR-Supermarkt im Erdgeschoß mit Gastronomiebereich, ein McFit-Fitnesscenter in den Kellerräumen und die Zentrale der New Work SE in Österreich. Teile des antiken Mobiliars wurden integriert, außerdem wurde der Eingang zum Schottenring 2021 wieder geöffnet.